# Iris decora
Iris decora är en irisväxtart som beskrevs av Nathaniel Wallich. Iris decora ingår i släktet irisar, och familjen irisväxter. Inga underarter finns listade i Catalogue of Life.